# Galleria dell'Accademia (Naples)
La galleria dell'Accademia est un musée de Naples fondé en 1864 et localisé dans le palais qui abrite l’Académie des Beaux-Arts de Naples. Les œuvres présentes dans le musée couvrent diverses périodes historiques même si la majorité date du XIXe siècle.

## Histoire
D’abord hébergée par le Musée archéologique national, le musée rejoint en 1864 le palais actuel mais ne trouve son emplacement définitif qu’en 1891. L’inauguration officielle eut lieu en 1916. Pour des raisons structurelles, la Galleria fut fermée quelques années plus tard et resta inaccessible au public jusqu’en 1929.
Le tremblement de terre de 1930 et la Seconde Guerre mondiale entraînèrent la fermeture des lieux jusqu’à leur réouverture définitive en 2005.

## Collections

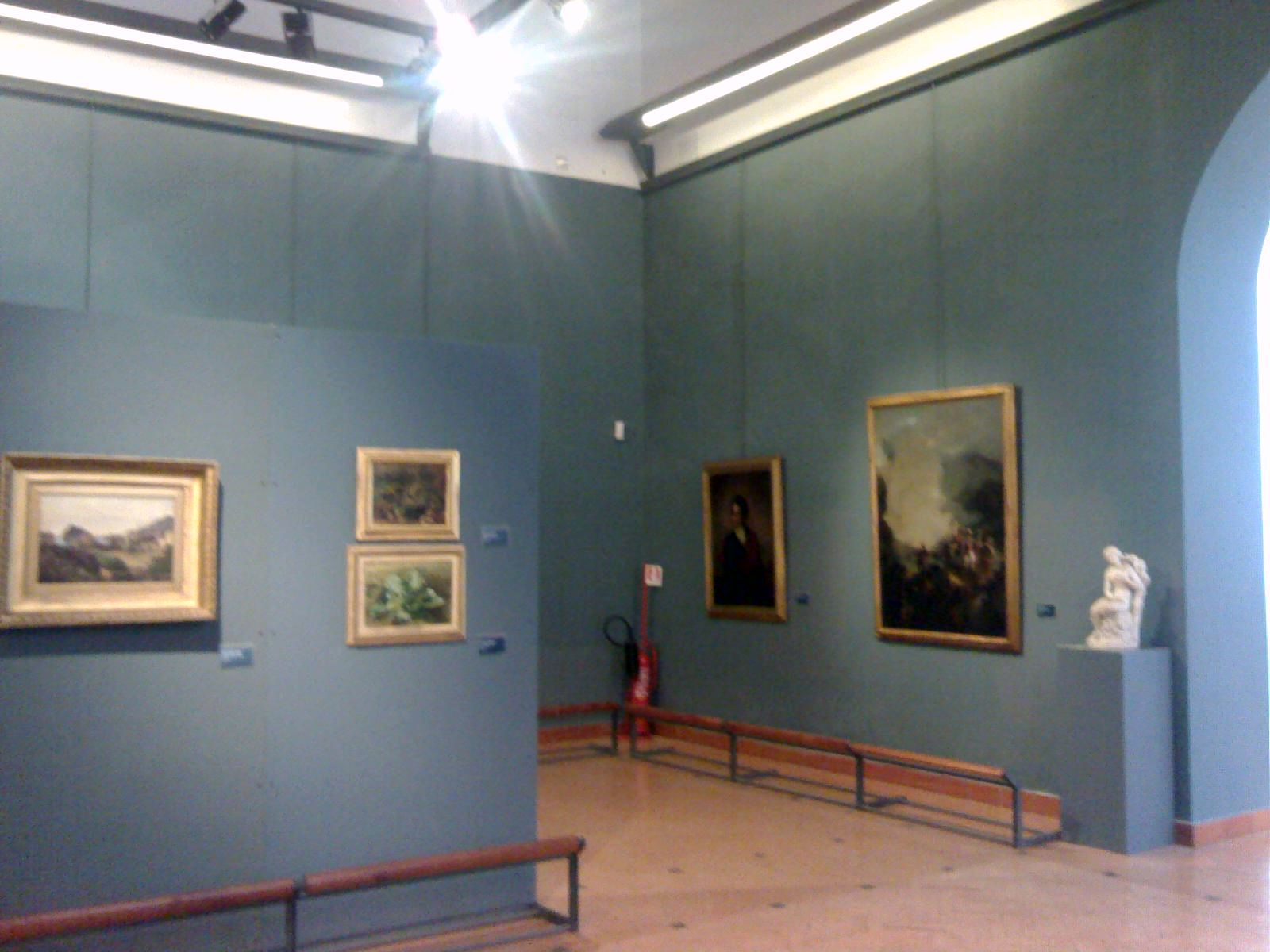
Un côté de la salle du XIXe siècle. La petite sculpture en marbre à droite est Ève de.

Dans la galerie sont exposés des dessins, des peintures et des sculptures en marbre, bronze et terre cuite datant du XVIe au XXe siècle.
Une part importante des pièces provient de la donation Palizzi effectuée en 1896. Cette donation comprend des pièces d’artistes étrangers comme Jean-Baptiste Camille Corot, Alexandre-Gabriel Decamps et Henri Rousseau.

### Dessins
La collection de dessins et aquarelles compte plus de 200 pièces réalisées par des professeurs et élèves de l’Académie comme Giacinto Gigante, Domenico Morelli, Anton Sminck Pitloo, Michele Cammarano et Teodoro Duclère. Sont également présents quelques travaux de Giandomenico Tiepolo.

### Peintures
La partie la plus ancienne est formée d’un ensemble de 28 peintures de l’école napolitaine datant du XVIe au milieu du  XVIIIe siècle. Ces œuvres datent de la période durant laquelle l’Académie était logée au Musée archéologique national et comptent parmi elles, 
une Sainte Catherine de Mattia Preti, un Saint Jérome de José de Ribera, Intérieur de la cathédrale de François de Nomé, un Christ chassant les marchands du temple de Viviano Codazzi et les Cinq Sens attribués au Maître de l'Annonce aux bergers.

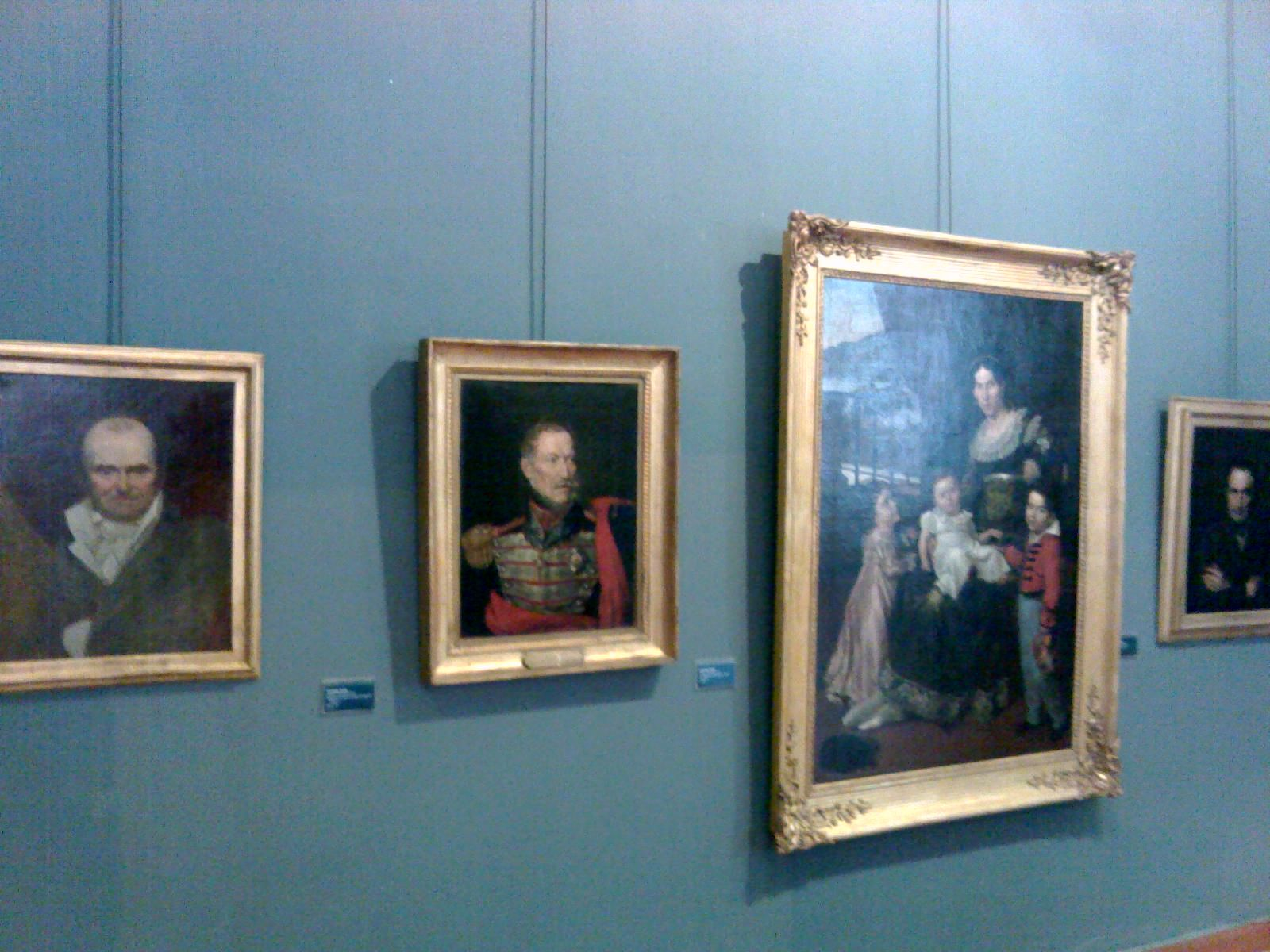
Un mur de la salle du XVIIe siècle. La première peinture à gauche est lAutoportrait de Jean-Baptiste Wicar.

### Peintures duXIXesiècle
Les œuvres du XIXe siècle sont les plus nombreuses et témoignent du rôle important joué par l’Académie au cours de ce siècle. Les peintures sont très hétérogènes de par leur sujet : paysages de Giacinto Gigante, Teodoro Duclère, Consalvo Carelli et Anton Sminck Pitloo, typiques de l’École du Pausilippe, et d’autres peintres des environs de Naples, comme Giovanni Giordano Lanza (it) ; portraits de grande qualité comme ceux de Jean-Baptiste Wicar, Gaetano Forte et Joseph-Boniface Franque ; sujets historiques de Domenico Morelli, Giuseppe Mancinelli, Gabriele Smargiassi et Francesco Saverio Altamura ; et finalement, peintures de Michele Cammarano, Teofilo Patini, Eduardo Dalbono, Gioacchino Toma, Marco de Gregorio, Francesco Netti et Luigi Bazzani.

### Peintures duXXesiècle
Sont présentes des œuvres des maitres liés à l’Académie comme Antonio Mancini, Carlo Brancaccio (en), Vincenzo Ciardo (it), Saverio Gatto (it), Emilio Notte et bien d'autres.

### Sculpture
Les sculptures exposées sont de tout type de matériau, du bronze au marbre jusqu’à la terre cuite. Sont présentes des œuvres de Vincenzo Gemito, qui occupent une salle entière ainsi que des travaux d'Achille D'Orsi (en), Tito Angelini (it) et Giovanni Battista Amendola (en).

### Autres
La Galleria possède une « broderie à fils collés » (ricamo a fili incollati) de la brodeuse Marianna Elmo (it) (XVIIIe siècle).

## Œuvres majeures

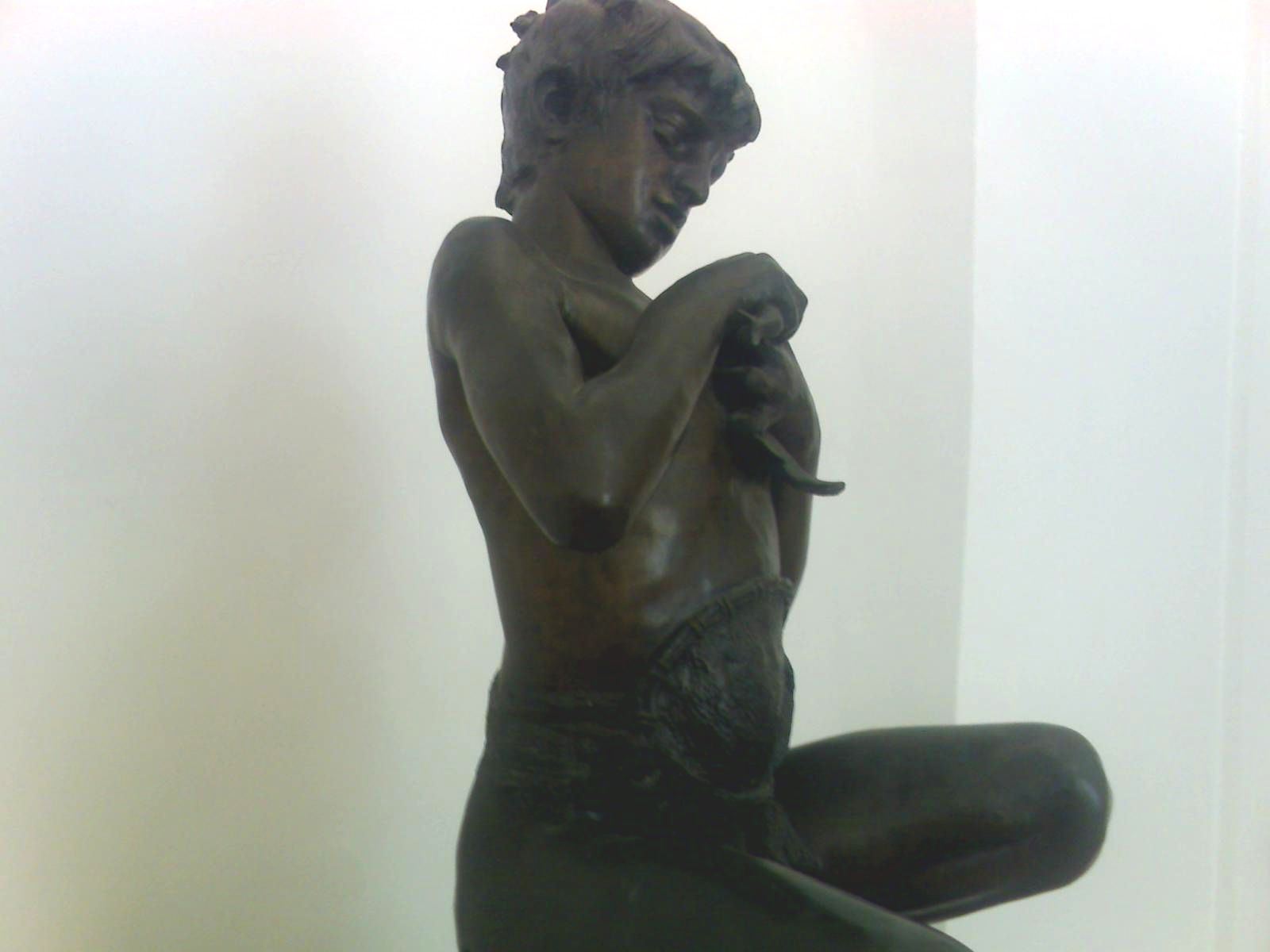
Vincenzo Gemito, il Pescatoriello (bronze 1935)

### Sculpture
Giovanni Battista Amendola (en)
- Caïn et sa femme (plâtre patiné en bronze)

Tito Angelini (it)
- Ève (1862, marbre)
- Femme nue (1862, marbre)

Achille D'Orsi (en)
- Buste de Nicola Amore (terre cuite)
- Salvator Rosa (1871, sculpture à l'échelle 1:1 in terre cuite)

Emilio Franceschi (it)
- Ad bestias (bronze)

Vincenzo Gemito
- Buste de Domenico Morelli (1874, terre cuite)
- Buste de Domenico Morelli (1926, bronze)
- Buste de Giuseppe Verdi (1874, terre cuite)
- Buste de femme (1897, bronze)
- Joseph vendu par ses frères (1874, bas-relief en bronze)
- Buste de Mariano Fortuny (1874, terre cuite patinée en bronze)
- Pescatoriello (1935, bronze)
- Têtes d’Alexandre le Grand (1920, bronze)

Domenico Iollo
- Verità (1898, bronze)

Stanislao Lista
- Buste de l’archevêque Sutter (1908, terre cuite)

Eduardo Rossi
- Pescatore di Polipi (1894, bronze)

Mario Rutelli
- Paolo Veti (1890, bronze)

Tommaso Solari (en)
- Buste de Tito Angelini (terre cuite)

### Peintures
Saverio Altamura

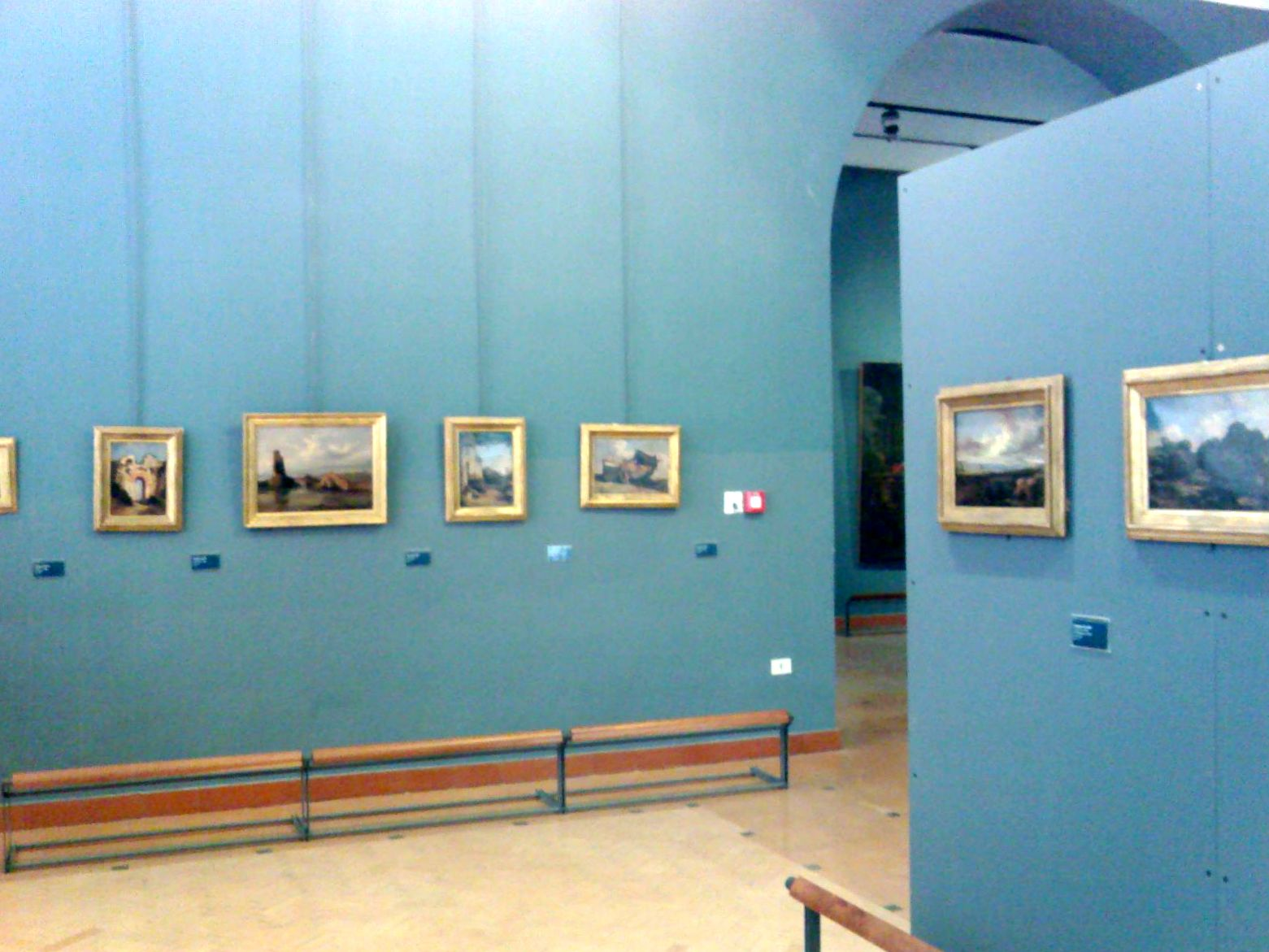
Une partie de la salle du XIXe siècle.

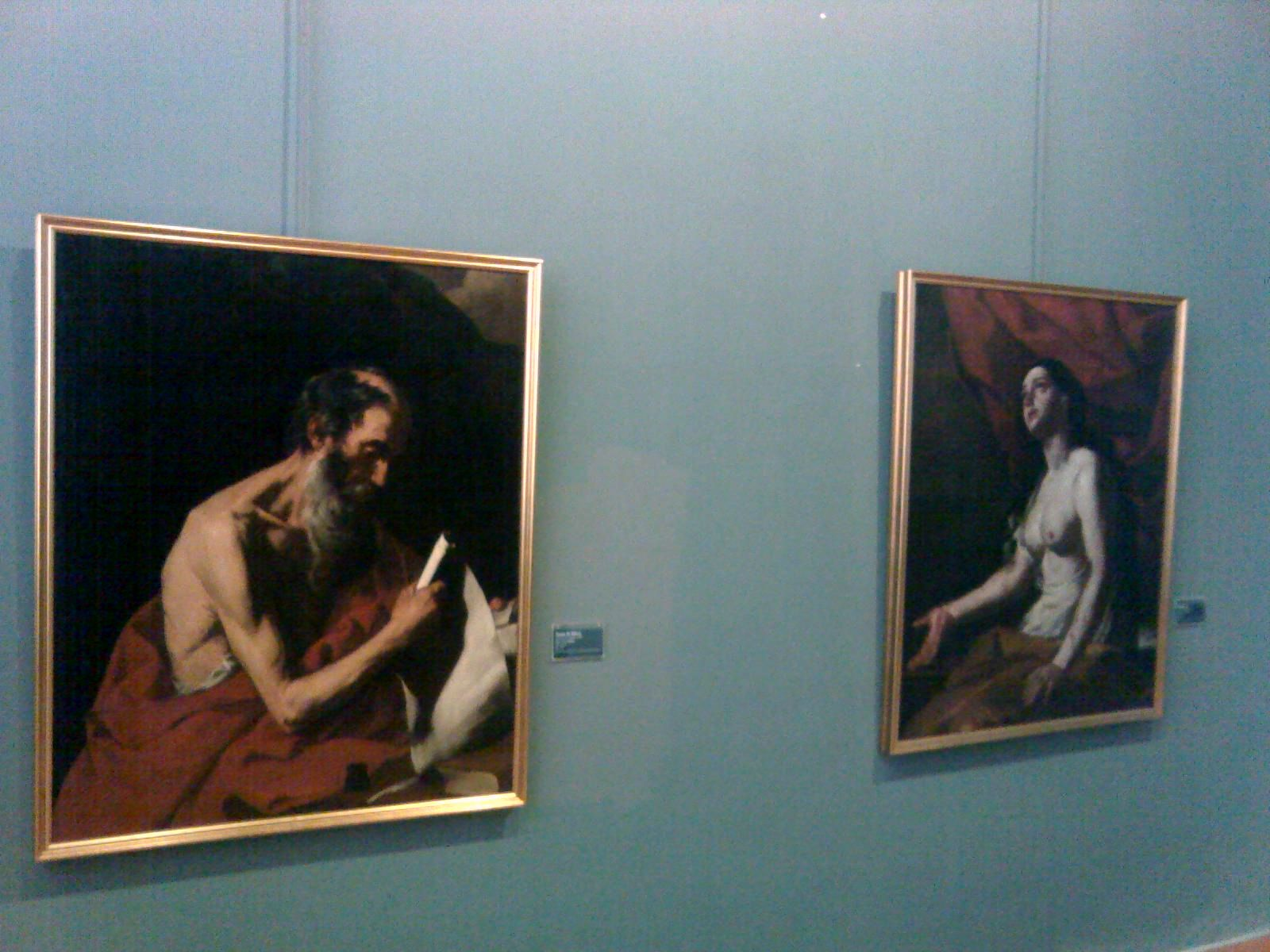
Le Saint Jérôme de José de Ribera (à gauche) et la Sainte Catherine de Mattia Preti (à droite).

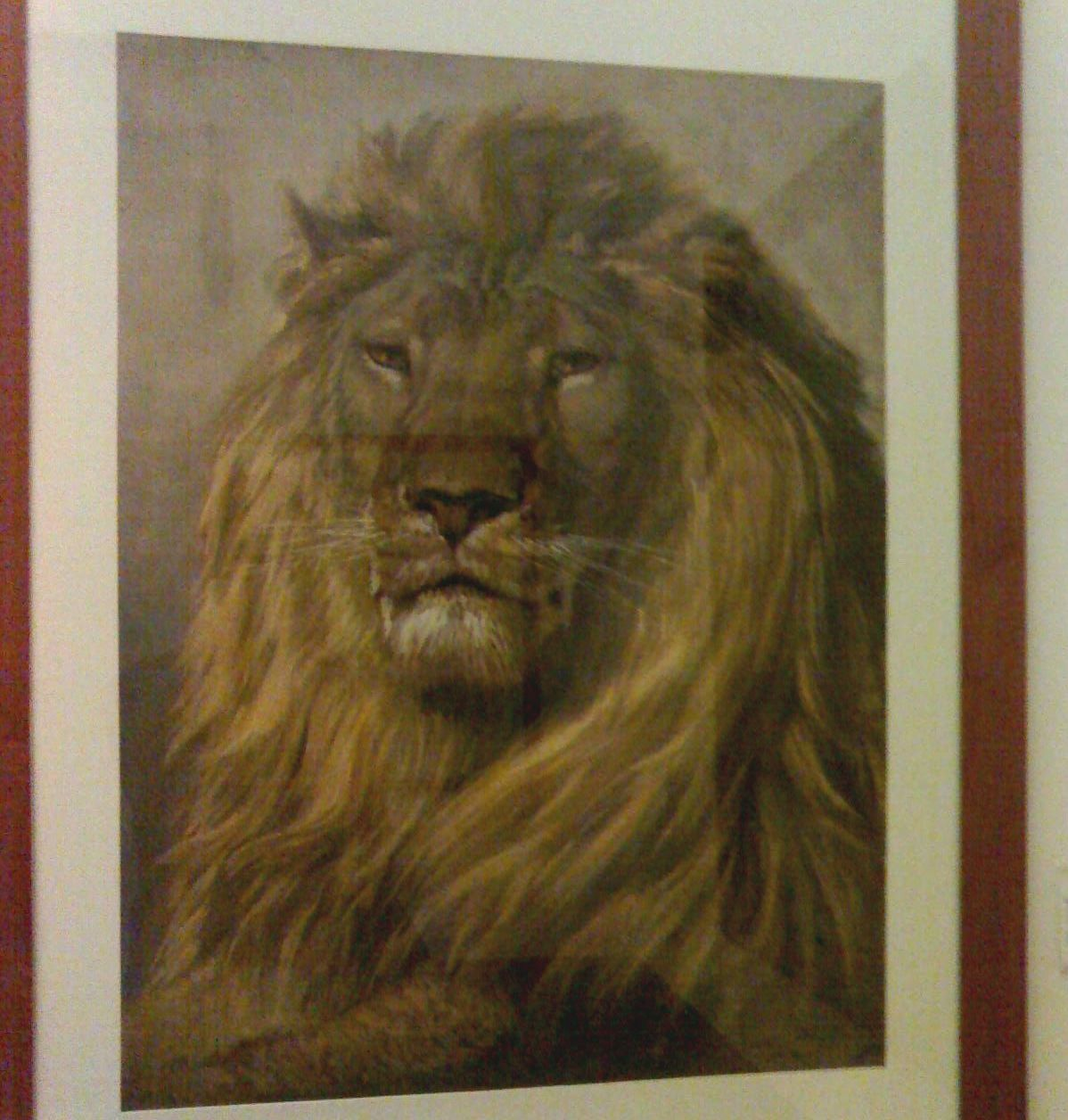
Tête de lion (1884), Filippo Palizzi.

- L'angelo che appare a Goffredo dall'Oriente più lucente del sole (huile sur toile 1847)

Michele Cammarano
- Il poeta (huile sur toile, 1905)
- Partita a briscola (huile sur toile, 1886)

Viviano Codazzi
- Christ chassant les marchands du temple

Eduardo Dalbono
- La leggenda delle Sirene (huile sur toile, 1871)

Joseph Franque
- Visita al Vesuvio (huile sur toile, 1815)

Antonio Mancini
- Vestire gli ignudi (dessin, 1871)

Federico Maldarelli (en)
- La lettera
- Autoportrait

Maître de l'Annonce aux bergers
- Cinq sens

Domenico Morelli
- I profughi di Aquiles
- Mezza figura di arabo
- Portrait d'Achille Camillo (huile sur toile, 1878-79)

François de Nomé
- Intérieur de la cathédrale

Filippo Palizzi
- Tête de lion (dessin, 1884)

Teofilo Patini
- L'erede (huile sur toile, 1890 ca.)

Anton Sminck Pitloo
- Veduta di Ischia

Mattia Preti
- Sainte Catherine (huile sur toile)

José de Ribera
- Saint Jérome (huile sur toile)

Jean-Baptiste Wicar
- Autoportrait